# Ukrainian IT Channel Awards
Ukrainian IT Channel Awards — всеукраїнський щорічний конкурс, що оцінює внесок у розвиток українського ІТ-ринку підприємств, які є учасниками каналу виробництва та поставки ІТ товарів і послуг.
Конкурс вперше організований Асоціацією підприємств інформаційних технологій України спільно з газетою «Channel Partner Україна» в 2010 році.

## Організація проведення і нагородження
Переможців визначає журі на основі опитування учасників ринку. До журі входять члени правління АПІТУ, медіа-експерти, а також експерти аналітичних компаній.

## Призери

### 2013
| Номінація                             | Переможець         | Лідери (за абеткою)                     |
| ------------------------------------- | ------------------ | --------------------------------------- |
| Вендор апаратного забезпечення        | Cisco              | Dell Україна, HP Україна                |
| Вендор програмного забезпечення       | Майкрософт Україна | ABBYY Україна, Лабораторія Касперського |
| Дистриб'ютор апаратного забезпечення  | ERC,               | MTI, «Юг-Контракт»                      |
| Дистриб'ютор програмного забезпечення | СОФТПРОМ           | ERC, МУК                                |
| Роздрібна компанія                    | Rozetka.ua         | Comfy, Eldorado                         |
| Системний інтегратор                  | IBM в Україні      | BMS Consulting, SI BIS.                 |
| Відкриття року                        | ТМ «Розумники»     |                                         |

Через політичну кризу в країні Асоціація підприємств інформаційних технологій України (АПІТУ) вирішила відмовитися від проведення четвертої щорічної церемонії нагородження переможців конкурсу«The Ukrainian IT-Channel Awards».
Голова Правління АПІТУ, видавець ВД СофтПрес Елліна Шнурко-Табакова: «У зв'язку з відміною церемонії нами було прийняте рішення оприлюднити список переможців і призерів конкурсу».

### 2012
| Номінація                             | Переможець         | Лідери (за абеткою)                   |
| ------------------------------------- | ------------------ | ------------------------------------- |
| Вендор апаратного забезпечення        | Cisco              | Lenovo, OKI Printing Solutions        |
| Вендор програмного забезпечення       | Майкрософт Україна | IBM Україна, Лабораторія Касперського |
| Дистриб'ютор апаратного забезпечення  | MTI                | ERC, «Юг-Контракт»                    |
| Дистриб'ютор програмного забезпечення | СОФТПРОМ           | ERC, Mont Ukraine                     |
| Роздрібна компанія                    | Rozetka.ua         | Comfy, MOYO                           |
| Системний інтегратор                  | SI BIS             | De-Novo, E-consulting                 |
| За особливі досягнення                | МУК                | Adobe, Logitech, бренд Prestigio      |

Церемонія нагородження переможців проходила 19 грудня 2012 року. Крім призів та дипломів, переможці отримали грамоти Держінформнауки України.

### 2011
| Номінація                             | Переможець                | Лідери (за абеткою)                                                    |
| ------------------------------------- | ------------------------- | ---------------------------------------------------------------------- |
| Вендор апаратного забезпечення        | ASUS Technology Pte Ltd.  | APC by Schneider Electric, Intel, Lenovo                               |
| Вендор програмного забезпечення       | Майкрософт Україна        | ABBYY, Dr.Web, Лабораторія Касперського                                |
| Дистриб'ютор апаратного забезпечення  | Юг-Контракт               | ASBIS Україна, ERC, MTI                                                |
| Дистриб'ютор програмного забезпечення | ERC                       | Бакотек, KM Disti, MONT Ukraine                                        |
| Роздрібна компанія                    | Comfy                     | Ельдорадо, Технополіс, Фокстрот                                        |
| Роздрібна компанія (онлайн)           | Rozetka.ua                | Allo, Protoria, Sokol.ua                                               |
| Системний інтегратор                  | Інком                     | БМС Консалтинг, S&T Ukraine, Сітронікс інформаційні технології Україна |
| Сервісний центр                       | Ф1 ЦЕНТР                  | ERC, MTI, МУК                                                          |
| Відкриття року                        | Навігатор, LG Electronics | Самсунг Електронікс Україна, Avaya                                     |

Церемонія нагородження переможців проходила 15 грудня 2011 року. Крім призів та дипломів, переможці отримали грамоти від голови Держінформнауки України Володимира Семиноженка.

### 2010
| Номінація                             | Переможець         | Лідери (за абеткою)             |
| ------------------------------------- | ------------------ | ------------------------------- |
| Вендор апаратного забезпечення        | OKI Юроп Лімітед   | Hewlett-Packard, Самсунг        |
| Вендор програмного забезпечення       | Майкрософт Україна | Adobe, Лабораторія Касперського |
| Дистриб'ютор апаратного забезпечення  | MTI                | ERC, Юг-Контракт                |
| Дистриб'ютор програмного забезпечення | Софтпром           | Бакотек                         |
| Роздрібна компанія                    | Comfy              | Фокстрот, Ельдорадо             |
| Роздрібна компанія (онлайн)           | Rozetka.ua         | Fotos.ua, Sokol.ua              |
| Системний інтегратор                  | Інком              | БМС Консалтинг                  |
| Сервісний центр                       | МТІ                | ERC, F1 Center                  |
| Відкриття року                        | Lenovo             | ColorWay, MOYO                  |

Церемонія нагородження переможців проходила 15 грудня 2010 року. Крім призів та дипломів, переможці також отримали грамоти від голови Держкомінформнауки Володимира Семиноженка.

## Виноски
1. ↑  Стали відомі найкращі IТ-компанії України. ua.korrespondent.net (рос.). Архів оригіналу за 14 грудня 2021. Процитовано 14 грудня 2021.
2. ↑  Архівована копія. Архів оригіналу за 15 жовтня 2014. Процитовано 9 жовтня 2014.{{cite web}}:  Обслуговування CS1: Сторінки з текстом «archived copy» як значення параметру title (посилання) [Архівовано 2014-10-15 у Wayback Machine.]
3. ↑  «Названо лідерів IT-ринку України». «ДК-зв'язок», №1 (782), 11 січня 2013, сторінка 3.
4. ↑  apitu.org.ua [Архівовано 23 грудня 2012 у Wayback Machine.] Названі переможці конкурсу «Ukrainian IT-Channel Award 2012»
5. ↑  apitu.org.ua [Архівовано 17 червня 2016 у Wayback Machine.] Визначені володарі українських «Оскарів» у галузі інформаційних технологій
6. ↑  dknii.gov.ua[недоступне посилання] ІТ-ринок - частина економіки майбутнього.
7. ↑  ua.korrespondent.net [Архівовано 17 грудня 2010 у Wayback Machine.] Стали відомі найкращі ІТ-компанії України
8. ↑  dknii.gov.ua [Архівовано 27 грудня 2010 у Wayback Machine.] Чого хоче IT-бізнес, того хоче й Україна, - Володимир Семиноженко